# 케이트 무타그
케이트 무타그(Kate Murtagh, 1920년 10월 29일 ~ 2017년 9월 10일)는 미국의 배우, 영화배우이다.
로스앤젤레스에서 태어났으며 우들랜드힐스에서 사망하였다.

## 영화
- 메이커 (1997년)
- 왁스웍 2 (1992년)
- 백색 살인 (1991년)
- 공포의 검은 차 (1977년)
- 잘 가요 내 사랑 (1975년)
- 제저벨스 (1975년)
- 나이트 스트랭글러 (1973년)